# 葉陶
葉陶（1905年2月7日—1970年8月1日），高雄旗後人，日治時期曾參與臺灣農民組合、「臺灣文化協會等團體，名列重要幹部，為社會運動健將，與文學家楊逵為夫妻檔運動同志。1950年代後轉而參與婦女會相關活動，投身於「臺灣省婦女會」、「臺中婦女會」「臺中縣婦女會」。文學創作以短篇小說為主，包括〈愛的結晶〉、新詩〈病兒〉、〈我的教練真嚴厲〉。做為一個出生於20世紀初的台灣女性而言，葉陶的生命史，體現了台灣歷史變遷中的不同面貌，而她的社會參與，也展現了一個傳統女性的自我解放歷程。

## 生平概略

### 日本殖民時期

#### 早年生活
- 父親葉賜白手起家，因經商致富，被推舉為保正。葉母黃美為人豪爽，喜遊山玩水，足跡偏佈全島及上海、杭州等地。

- 因家境富裕，葉陶自幼即接受漢學教育，其後入高雄平和公學校接受新式教育。公學校畢業後在台南女子公學校附設的「教員養成所」受訓三年，當時年僅15歲的葉陶即返回母校和平公學校任教，其後轉入高雄第三公學校（今高雄三民區的三民國小）任教。年輕的女教師葉陶，熱情洋溢且頗受學生歡迎，因此學生為她取了傳神的綽號—「鳥雞母」。[2]

#### 社會運動
- 1926年高雄第三公學校的教員簡吉組成農運團體「台灣農民組合」，葉陶因同事之緣，在其感染之下，亦加入該組織並積極參與農民運動，成為當時極少數的女性社會運動者之一。當時的農民組合三女傑分別是葉陶、簡娥和張玉蘭。

- 1927年葉陶擔任「台灣農民組合」婦女部部長，號稱台中州三鬥士之一，承擔啟蒙廣大農村婦女的教育工作並巡迴演講。此後各地支部也積極努力設置婦女部，在她的推動下，大甲支部也成立婦女部，使農民組合在婦女議題的思考面向上，得以更細緻化、具體化且在地化。[2]葉陶勇於在街頭為農民爭取權益，即使被關被歐都不畏懼，在台灣農民組合時認識從日本返台的楊逵，她請楊逵為她在扇子上題字，楊逵書寫「土匪婆」讚許她從事社會運動的豪氣。

- 1928年葉陶辭職來專事社會運動，然而率性、前衛的言行生活無法見容於當時的農業社會，尤其是他與楊逵又是在保守的農村從事啟蒙運動的工作者。年底時，他們被自己的戰友以「墮落的幹部」的理由，從農民組合中除名，被排除組織外。此後，葉陶與楊逵於彰化鹿港一帶組成讀書會，並積極參與「台灣文化協會」活動。[3]

- 日治時期葉陶因從事社會運動入獄數十次，1935年遷居台中，與丈夫楊逵共創⟪台灣新文學⟫，負責編輯及業務工作。

### 國民政府遷台後
- 1947年2月二二八事件發生，葉陶與楊逵因鼓勵中部農村青年參加反抗中國國民黨的行列遭追捕，在同年4月22日深夜遭情治人員羅織「共黨分子」、「主謀暴動」罪名逮捕。[4]原本兩人判為死刑，然而在執行死刑前夕，因一紙「非軍人改由司法審判」的行政命令，及時解除死刑判決，後改判徒刑。[1]直到同年8月兩人才獲釋放，共計入獄達105天。葉陶在二二八事件補償項目中，以「遭受羈押」和「健康名譽受損」為補償事項。[4]

- 1949年4月6日，楊逵發表和平解決內戰的〈和平宣言〉，竟遭當局逮捕入獄十二年。葉陶也在當天、以及同年九月，兩度被捕入獄。[5]

- 1950年代，警調單位仍常不定期搜索葉陶的居處，由於政治氣氛詭譎，葉陶不願造成小孩們的心理恐懼，遠離政治批判，轉而參與婦女會相關活動。她投身於臺灣省婦女會、臺中婦女會及臺中縣婦女會，曾任台中市北區婦女會理事長、台灣省婦女會理事等。
- 1961年楊逵獲釋出獄，葉陶亦在同年當選台中市模範母親。[6]隔年楊逵與葉陶在臺中市郊東海大學附近購地定居，一同藉種植與販售農作物謀生，但長期背負過於沉重人生重擔的她，終未能陪伴她的老伴走完人生最後的道路，在1970年因心臟病、腎臟病併發尿毒症與世長辭，享年僅65歲。

## 與夫婿楊逵的結識
- 1927年8月楊逵放棄學業回台參加台灣農民的實踐運動，同年九月到鳳山農民組合，這是他與葉陶第一次的見面。1927年12月5日台灣農民組合全島大會與台中舉行，兩人一起被選為中央委員，葉陶擔任婦女部長，楊逵擔任組織部長兼教育部長。

- 1928年葉陶與同為農組同志的楊逵同居於彰化，隔年12月兩人議定從台中回台南結婚，於1930年2月12日在楊逵的新化老家舉行。婚前兩天兩人到台南總工會會員大會演講，會後在文化協會台南支部過夜。隔日清早，這對「準新人」被日本巡查逮捕，以手鐐腳銬扣在一起送往監獄，直到出獄後才補行婚禮，1930年4月兩人在新化舉行婚禮。[7]

- 婚後由於家境陷入窘境，葉陶不僅縫製衣服，還在外擺攤販賣，以維持家計。1935年台中大地震時，她雖然育有四個兒女，擔負起生活的重擔，仍不忘關懷社會，她再次走向街頭為受難的災民賬災。

- 楊逵因〈和平宣言〉一文被逮捕入獄，漫漫的12個年頭，她挑負起慈母兼嚴父的重擔。1961年楊逵從綠島回來，他們一起在台中東海花園渡過了難得的晚年。

## 參與的婦女會
- 1946年3月28日「臺灣省婦女會」正值籌備發起階段，參與組織臺灣省婦女會的成員，有些是日治時期頭角崢嶸的婦運前輩，有些是當地具有名望的女性，而葉陶屬於前者，為台中婦女會發起人之一。婦女會發起的原因：「竊查本省光復不惟一般同胞俱脫桎梏之苦，我婦女群眾得擠身自由帄等之城意義，彌覺深厚惟值茲勝利，復員之際建設工作尤屬艱巨，自應群策群力共赴事功，同仁等身為女界亦當竭智盡忠為國家社會稍獻棉力，爰本斯旨發起組織臺灣省婦女會俾聯合我省三百餘萬婦女共肩建設重責...。」[8]
- 1946年4月13日在臺中市黨部大禮堂成立臺中婦女會，由余麗華、葉陶、謝雪紅等人發起籌備，會員二百餘名，選出理事：余麗華、邱阿慎、邱如村、謝雪紅、葉陶。監事三位：王彩雲、沈瑞珠、盧錦雀。[9]
- 1946年5月17日臺中縣婦女會於臺中縣政府大禮堂召開籌備，籌備人員係由大屯、東勢、大甲、彰化、員林、北斗、南投、新高、能高、竹山等各區推薦。1946年6月8日成立，參與貴賓有三青團李瑞珠、葉陶、謝雪紅等人。[10]此會會員483人，理事長林珠如，常務理事長三名、理事五名、監事三名。團體事業及計劃述要：「1.健全民族生存之母性、2.發展女子教育、3.發展女子職業、4.健全家庭組織及改善、5.保障婦女人權及婦女救濟、6.發展社會公益事業、7.婦女運動相關事項、8.婦女運動宣傳事項。」[11]

## 文學創作
- 葉陶以社會運動為理想實踐的主體手段，在文學書寫方面較少，重要作品極短篇小說僅有〈愛的結晶〉、新詩〈病兒〉、〈我的教練真嚴厲〉等，葉陶的作品深具時代感，擅於結合將個人經驗與時代背景。〈愛的結晶〉與〈病兒〉都是以葉陶自身的生命經驗為底稿，透過「女性/母親」的視角，書寫女性無法生育健康子女的悲哀。

- 〈愛的結晶〉發表於1936年，文中敘述兩位「子宮孕生機能挫傷」的女性，一位是受到資本主義與傳統婚姻家庭制度的傷害，另一位是從事抗日的社會活動，致使家庭困頓，嬰兒缺乏營養而導致夜盲症。[12]葉陶以女性「子宮孕生機能挫傷」，象徵日治時期台灣社會的暗鬱氛圍；以嬰兒的夜盲症，象徵被黑暗吞噬的改革理想；而兩位受傷女性相互安慰鼓舞的情誼，則象徵台灣社會弱小者攜手奮起、共同守望陽光未來的集體力量。葉陶以自我生命經驗為張本，文字精簡、時代感濃郁、批判精神深銳，作為20年代親身參與台灣社會運動的女性而言，葉陶的作品精確地呈現出台灣女性生命史的重要斷面。[12]

## 紀念

### 葉陶楊坊人文食堂
文學與美食相結合店名的由來，是以日治時期出生於台南新化的文學家楊逵先生之妻─葉陶為名。她是一位勇於活出自我、支持伴侶並關懷社會的新女性。在新化，除了有楊逵文學館外，還有位於新化高工校園內的楊逵文學步道。由於「葉陶楊坊」的女主人家與餐廳成立當時的女校長，受到楊逵文學中的葉陶所感動，因此在獲得此 BOT案時，便決定以葉陶楊坊為餐廳的名字。